# 笹井隆司
笹井隆司（1961年12月21日－）是日本原电子游戏作曲家与低音吉他手，以为《Xak》、《时空之霸者 沙加3 [完结篇]》和《最终幻想 神秘历险》创作而知名，又以其摇滚风格而知名。其音乐生涯从15岁组建乐队而开始。在进入游戏产业前，笹井隆司参与过动画行业，为两部电视连续剧和一部电影配乐。在以自由职业身份为4部游戏创作音乐后，他于1991年加入史克威尔；於1998年离职前，他总共为公司5部游戏创作音乐。
虽然他表面上从游戏音乐领域消失，但他以化名继续为美少女游戏、弹珠机和乐队谱写音乐。在笹井游戏音乐生涯，他多和新田忠弘、藤冈千寻和川上泰广合作。他曾是摇滚乐团Novela和Action的成员，现正担任Queen Mania和Spiders from Cabaret的贝司手。

## 传记
笹井隆司1961年出生于日本大阪，并从15岁开始演奏与组建乐队。1982年，他加入摇滚乐团Novela；他担任乐团数张专辑的歌曲作者和器乐手。他在乐队期间还为动画连续剧《太阳之子艾斯特班》（1982）和《コアラボーイコッキィ》（1984）作曲。在1984年离开Novela后，他和门仓聪为1986年电影《童話めいた戦史ウインダリア》配乐。他在1988年加入乐团Action，并担任低音吉他手和和声歌手；乐团活跃了十年。
他首次配乐的电子游戏是1989年Crystal Software的《梦幻的心脏III》，合作者为藤冈千寻。之后他将样本唱片和简历投递专业PC杂志上列出的各软件和游戏公司，最终得到Micro Cabin的回应。他为与新田忠弘合作，为《Xak》、《Fray》和《Xak II》作曲。1991年在藤冈被史克威尔聘为总监后，因公司需要作曲家协助植松伸夫和伊藤贤治，笹井受邀加入公司。他的首个任务是为Game Boy作品《时空之霸者 沙加3 [完结篇]》创作原声。笹井谱写了大部分配乐，总监藤冈负责四首乐曲。
随后他又和川上泰广合作，为史克威尔1992年游戏《最终幻想 神秘历险》作曲，这是最终幻想系列首款未由系列主作曲家植松谱曲的游戏。因乐团Action处于高峰期而沉寂一段时间后，笹井独自为日本独占游戏《鲁多拉的秘宝》（1996）谱曲。之后他又为多人配乐游戏《Tobal No. 1》创作了曲目《角色选择》；此曲后由团队GUIDO编曲，收录于游戏的编曲专辑《Tobal No. 1 Remixes Electrical Indian》。
在1998年完成《武士道之刃2》而Action解散后，笹井离开了史克威尔。他原本将为《武士道之刃2》之后的两款角色扮演游戏配乐，但因公司的状况而未能通过。在没有收到公司分配的任务后，他决定离开史克威尔。他之后以假名为美少女游戏、弹珠机和乐队作编曲。笹井现在担任乐团皇后乐队致敬乐团Queen Mania，以及摇滚乐团Spiders from Cabaret的低音吉他手

## 音乐风格与所受影响
笹井以其摇滚风格知名；《武士道之刃2》的原声使用了重摇滚音乐以及传统日本器乐与和声。作为致敬乐团Queen Mania的一员，笹井称皇后乐团对他音乐影响重大。笹井偏爱重金属和另类摇滚流派，他最喜欢的乐队是极端乐队、犹大牧师和红辣椒。他称他还听中摇滚，并也开始喜欢前卫摇滚等流派。在涉足电子游戏产业时，他听了许多电影与古典音乐。

## 音乐作品
| 动画     | 动画                       | 动画      | 动画                   |
| 年份     | 作品                       | 职位      | 合作者                 |
| -------- | -------------------------- | --------- | ---------------------- |
| 1982     | 太阳之子艾斯特班           | 作曲      | 哈伊姆·萨班、舒奇·勒维 |
| 1984     | コアラボーイコッキィ       | 作曲      |                        |
| 1986     | 童話めいた戦史ウインダリア | 作曲      | 门仓聪                 |
| 电子游戏 |                            |           |                        |
| 年份     | 作品                       | 职位      | 合作者                 |
| 1989     | 梦幻的心脏III              | 作曲      | 藤冈千寻               |
| 1989     | Xak                        | 作曲      | 新田忠弘               |
| 1990     | Fray                       | 作曲      | 新田忠弘               |
| 1990     | Xak II                     | 作曲      | 新田忠弘               |
| 1991     | 时空之霸者 沙加3 [完结篇]  | 作曲/编曲 | 藤冈千寻               |
| 1992     | 最终幻想 神秘历险          | 作曲/编曲 | 川上泰广               |
| 1996     | 鲁多拉的秘宝               | 作曲/编曲 |                        |
| 1996     | Tobal No. 1                | 作曲/编曲 | 多人                   |
| 1998     | 武士道之刃2                | 作曲/编曲 |                        |
| 2010     | 沙加3时空之霸者 黑暗与光明 | 作曲/编曲 | 伊藤贤治               |